# Kremlin van Toela

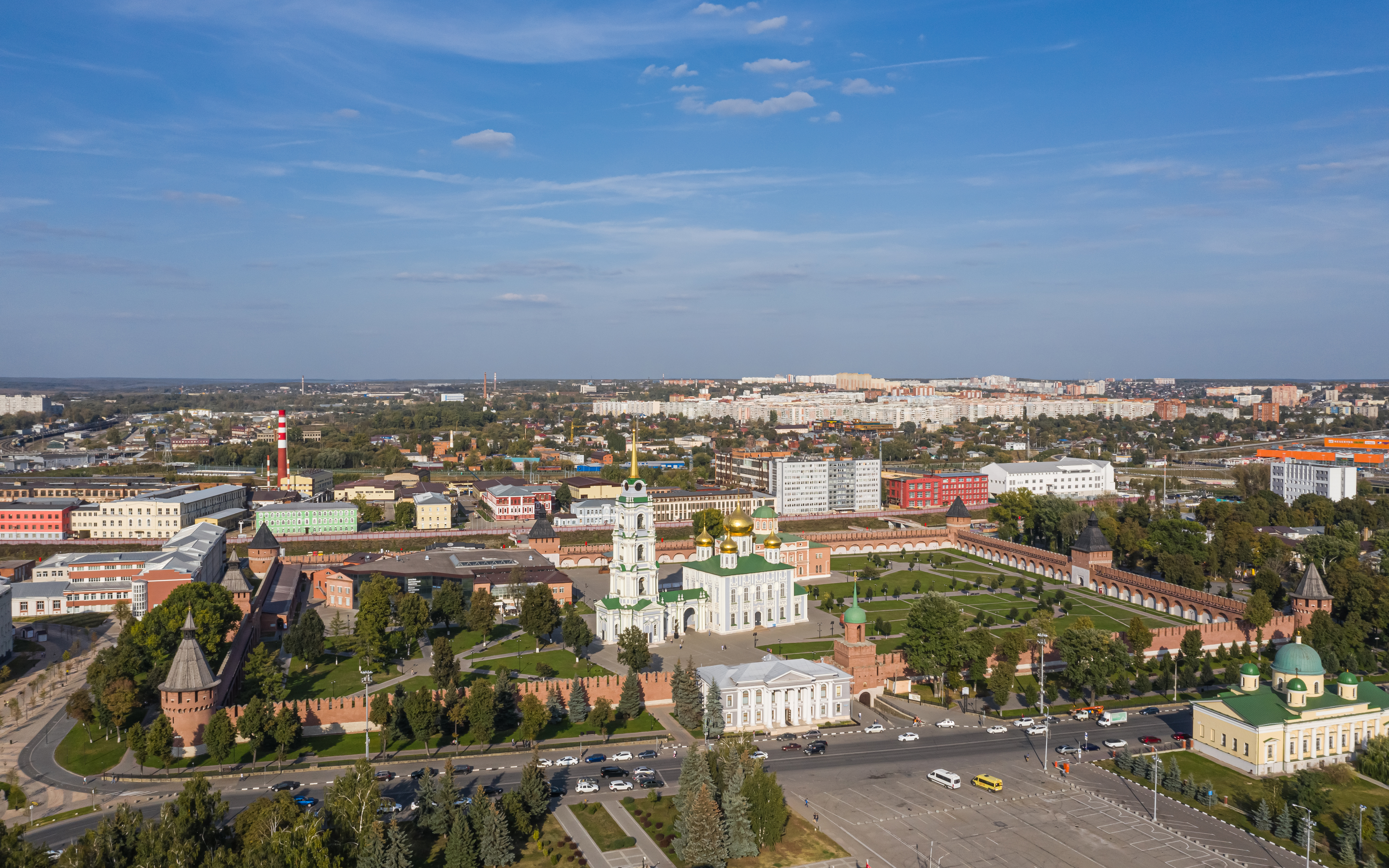
Het Toelaër Kremlin

Het Kremlin van Toela (Russisch: Тульский кремль) is een 16e-eeuwse vesting in de Russische stad Toela.

## Geschiedenis
In 1507 gaf Vasili III de opdracht tot de bouw van een houten fort op de linker oever van de Oepa. De opdracht om een stenen stad te bouwen werd in 1514 gegeven. De stad werd in 1552 belegerd door Devlet I Giray. Op hetzelfde moment voerde tsaar Ivan IV een campagne tegen het kanaat van Kazan. Totdat de versterking van het leger van de tsaar vanuit Kolomna arriveerde moest de stedelijke bevolking het fort zelf verdedigen. In 1607 werd het Toelaër kremlin meerdere maanden bezet door opstandige boeren onder leiding van Ivan Bolotnikov. Tsaar Vasili IV slaagde er pas in de opstand te bedwingen door een dam aan te leggen in de Oepa, waardoor het kremlin overstroomde zodat de opstandelingen het verzet moesten opgeven. Ter herinnering aan deze gebeurtenis werd in 1953 werd in het kremlin een obelisk opgericht.
Met de uitbreiding van het grondgebied van Rusland verviel de functie van Toela als grensstad. Daarmee boette ook de verdedigingsfunctie van de vesting in. Tegenwoordig is het een belangrijk monument van de stad.

## Architectuur
Binnen de muren van het Toelaër kremlin bevinden zich twee kathedralen:
- De Epifaniekathedraal
- Kathedraal van de Ontslapenis van de Moeder Gods

De muur van het kremlin werd in de loop der eeuwen meermalen uitgebouwd en is tegenwoordig tot 10 meter hoog en op plaatsen tot 3,2 meter breed. De lengte van de muur bedraagt 1066 meter. In de muur bevinden zich 9 torens, waarvan er 4 torens dienen als toegangspoort tot het kremlin. De kantelen van de muur lijken op de kremlinmuur van Moskou.

## Externe links

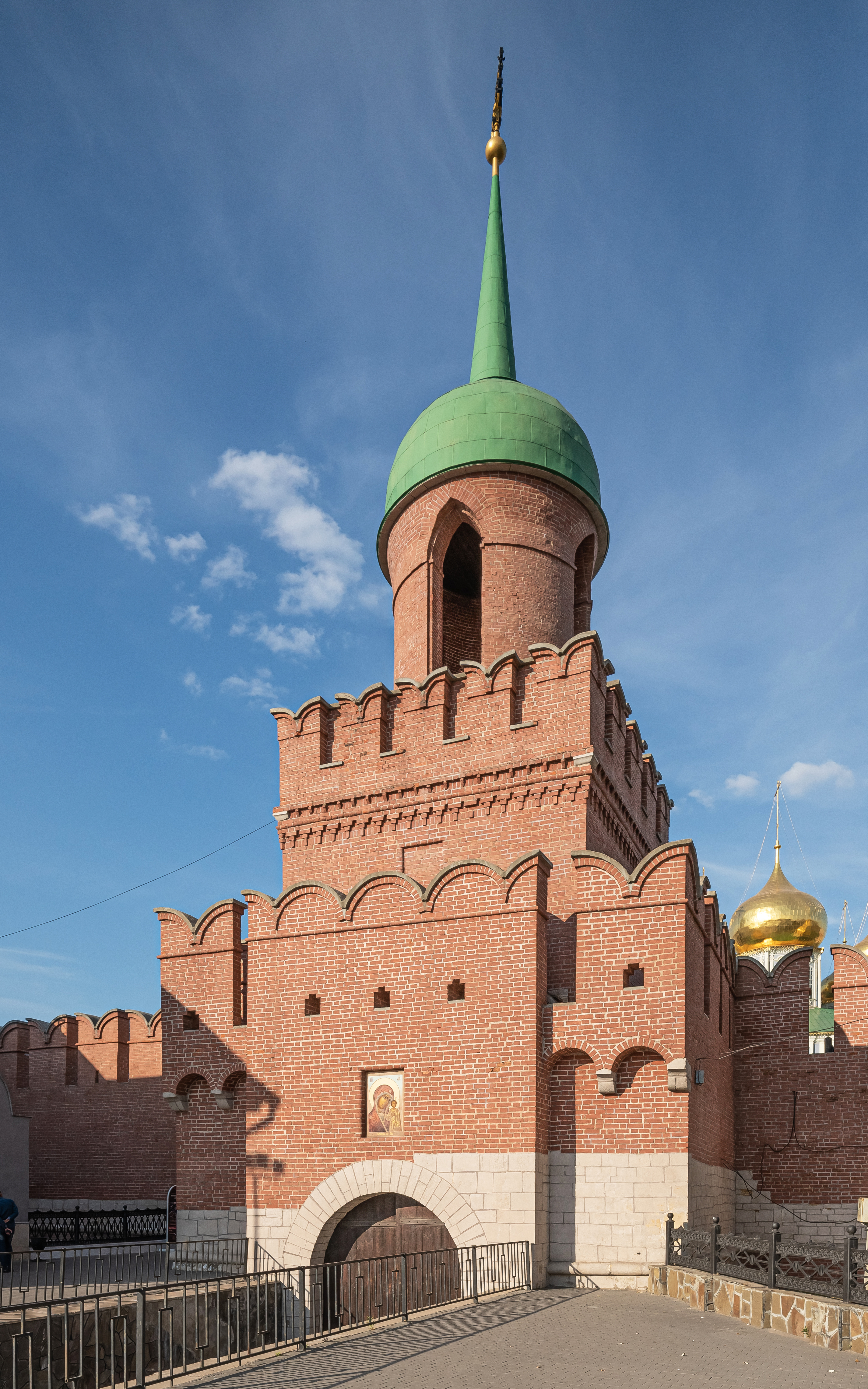
Odojevskipoort
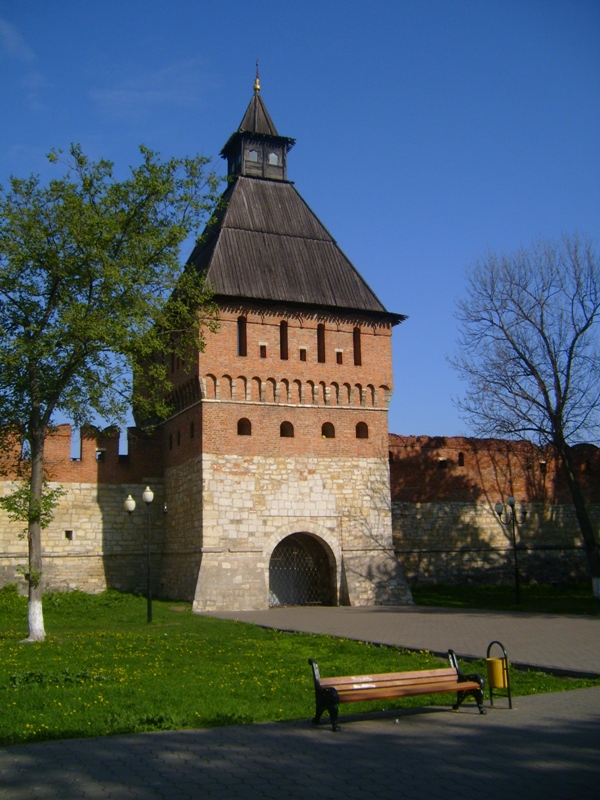
Johannestoren
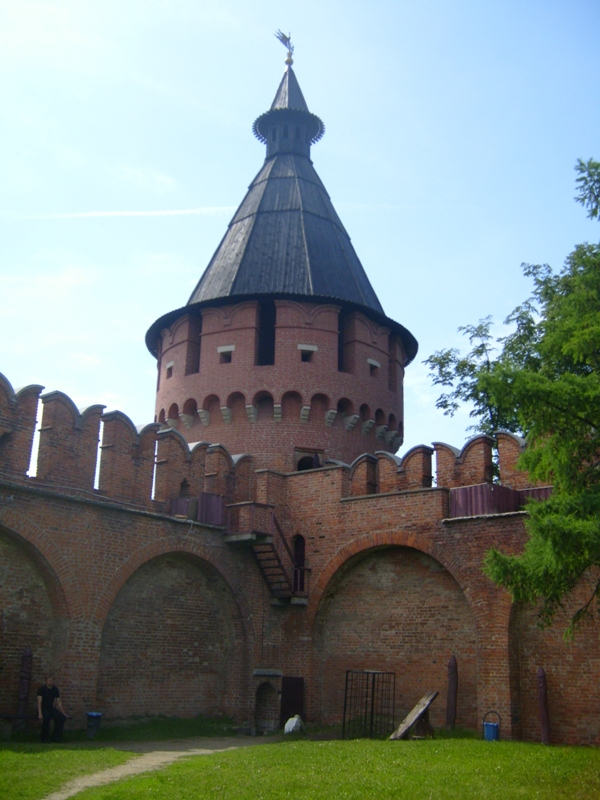
Verlosserstoren
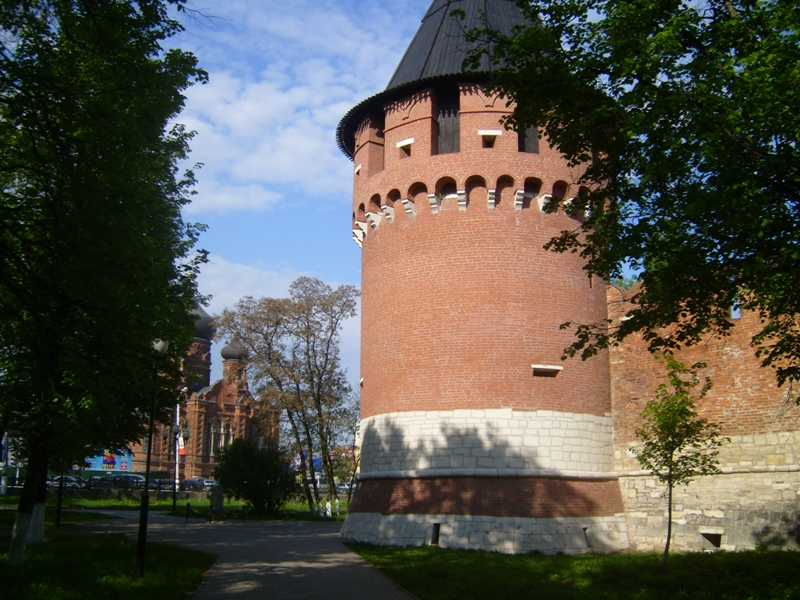
Nikitatoren
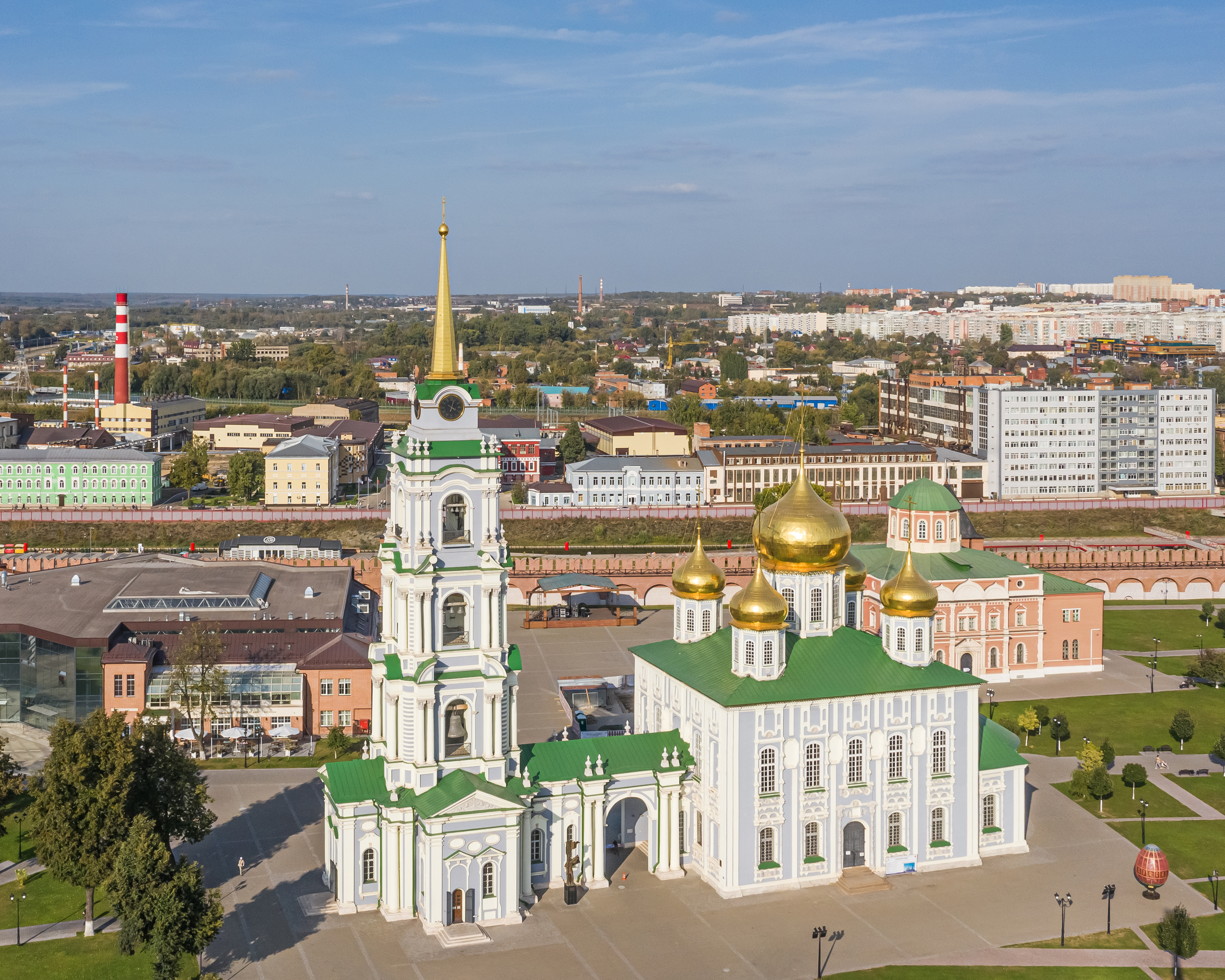
De kathedralen van het kremlin